# ビクター・ホァン
ビクター・ホァン（Victor Huang、繁体字：黃維德、1971年10月21日 - ）は、台湾（中華民国）台北市生まれの歌手、俳優。
身長180cm、体重70kg、O型。
日本で放映された出演作品に「クィーンズ 長安、後宮の乱」(蕭育)、「三国志 Three Kingdoms」(周瑜)、「琅琊榜 〜麒麟の才子、風雲起こす〜」(誉王・蕭景桓)、「開封府〜北宋を包む青い天〜」(主演包拯)などがある。